# Álvaro Pino
Pour les articles homonymes, voir Pino.
Pino  Couñago est un nom espagnol. Le premier nom de famille, en général paternel, est Pino ; le second, en général maternel, souvent omis, est Couñago.
Álvaro Pino Couñago est un ancien coureur cycliste espagnol, né le 17 août 1956 à Ponteareas.
Il devient professionnel en 1981 et le reste jusqu'en 1991. Il remporte quinze victoires dont la plus retentissante est son succès sur le Tour d'Espagne 1986.

## Reconversion
Après sa carrière de cycliste professionnel, Álvaro Pino devient directeur sportif au sein des équipes Kelme, Phonak et Xacobeo Galicia.

## Palmarès

### Palmarès année par année
- 1975
  - 2e du championnat de Galice
- 1981
  - 16e étape du Tour d'Espagne
- 1982
  - 2eb étape de la Semaine catalane (contre-la-montre)
  - Subida al Naranco
  - 2e du Gran Premio Caboalles de Abajo
  - 3e du Tour des Asturies
  - 10e du Tour d'Espagne
- 1983
  - 3e étape du Tour de Burgos
  - 2e du Tour des Asturies
  - 4e du Tour d'Espagne
- 1985
  - 4eb étape du Tour de Murcie (contre-la-montre par équipes)
  - 2e du Gran Premio Cuprosan
  - 3e du Gran Premio Navarra
  - 7e du Tour de Catalogne
  - 8e du Tour d'Espagne
- 1986
  - Tour d'Espagne :
    -  Classement général
    - 21e étape (contre-la-montre)

  - 2e du Tour de Catalogne
  - 8e du Tour de France
- 1987
  - Tour de Catalogne :
    - Classement général
    - 5e et 8ea (contre-la-montre) étapes

  - Escalade de Montjuïc :
    - Classement général
    - 1rea et 1reb (contre-la-montre) étapes

  - 3e de la Subida al Naranco
- 1988
  - Tour d'Espagne :
    - Classement de la montagne
    - 2e (contre-la-montre par équipes), 7e et 8e (contre-la-montre) étapes

  - 4e étape du Tour de Galice
  - 2e du Tour de Galice
  - 2e de l'Escalade de Montjuïc
  - 3e de la Subida a Urkiola
  - 8e du Tour d'Espagne
  - 8e du Tour de France
- 1989
  - 17e étape du Tour d'Espagne
  - Clásica de Sabiñánigo
  - 2e de la Klasika Primavera
  - 3e du Tour des Asturies
  - 3e du Tour de Catalogne
  - 3e de la Subida al Naranco
  - 5e du Tour d'Espagne

### Résultats dans les grands tours

#### Tour de France
5 participations.
- 1985 : 19e
- 1986 : 8e
- 1988 : 8e
- 1989 : 16e
- 1990 : abandon (8e étape)

#### Tour d'Espagne
9 participations
- 1981 : 22e, vainqueur de la 16e étape
- 1982 : 10e
- 1983 : 4e,  maillot amarillo pendant 1 jour
- 1984 : abandon (17e étape)
- 1985 : 8e
- 1986 :  Vainqueur du classement général, vainqueur de la 21e étape (contre-la-montre),  maillot amarillo pendant 11 jours
- 1988 : 8e, vainqueur du classement de la montagne et des 2e (contre-la-montre par équipes), 7e et 8e (contre-la-montre) étapes
- 1989 : 5e, vainqueur de la 17e étape
- 1990 : abandon (21e étape)

#### Tour d'Italie
3 participations
- 1982 : 30e
- 1983 : 19e
- 1984 : non-partant (8e étape)